# Maschane frondea
Maschane frondea är en fjärilsart som beskrevs av William Schaus 1906. Maschane frondea ingår i släktet Maschane och familjen tandspinnare. Inga underarter finns listade i Catalogue of Life.